# 薩克其萬省旗
薩克其萬省旗是加拿大薩克其萬省的官方旗幟，寬長比是1:2，分為上下兩條條紋。上方的綠色條紋代表沙省北部的森林，下方的黃色條紋則代表沙省南部的穀田，右側是薩省的省花紅百合。省旗的左上角帶有薩省徽章中的盾牌：頂部的紅獅代表加拿大皇室，下方的三束金色麥子則象徵農業作為沙省經濟支柱的地位。
薩克其萬省議會於1968年通過決議成立一個委員會來考慮省旗設計；委員會舉辦省旗設計比賽，並收獲了4025份設計方案，最終由安東尼·德雷克（Anthony Drake）的方案脫穎而出。委員會於1969年3月26日向省政府建議採用該方案；該面旗幟透過於同年9月12日發佈的王室公告正式確立為省旗，並於同月22日生效。省旗的設計於2010年11月15日列入加拿大紋章局的紋章及旗幟名冊內。

## 外部連結
- 维基共享资源上的相關多媒體資源：薩克其萬省旗